# .au
.au – krajowa domena internetowa najwyższego poziomu przypisana dla stron internetowych z Australii, działa od 1986 roku i jest administrowana przez .au Domain Administration.

## Domeny drugiego poziomu
- .com.au – do zastosowań komercyjnych
- .net.au – internet i sieci
- .org.au – organizacje pozarządowe
- .asn.au – związki i organizacje nie dochodowe
- .gov.au – jednostki rządowe
- .edu.au – placówki oświatowe
- .id.au – osoby prywatne
- .csiro.au – domena rządowej organizacji CSIRO - Commonwealth Scientific and Industrial Research Organisation

Istnieją również domeny powiązane z poszczególnymi stanami Australii:
- .wa.au – strony z Australii Zachodniej
- .nsw.au – strony z Nowej Południowej Walii
- .vic.au – strony z Wiktorii
- .qld.au – strony z Queenslandu
- .sa.au – strony z Południowej Australii
- .tas.au – strony z Tasmanii
- .nt.au – strony z Terytorium Północnego
- .act.au – strony z Okręgu Stołecznego Canberra

## Domeny trzeciego poziomu
Rejestracja w domenach .gov.au oraz .edu.au jest możliwa jedynie w połączeniu z powiązaniem ze stanem Australii tak by określać jej położenie geograficzne. Np. strona szkoły z Australii Zachodniej będzie wyglądać następująco nazwa-szkoły.wa.edu.au a instytucji rządowej z Queensland - instytucja.qld.gov.au.

## Historyczne domeny drugiego poziomu
Rejestracja domen na drugim poziomie nie jest możliwa, ale w drodze wyjątku istnieje parę domen drugiego poziomu. Są to:
- archie.au – domena dla systemu wyszukiwarki Archie. Nie jest już aktywna
- conf.au – konferencje i inne krótkotrwałe wydarzenia
- gw.au – brama dla AARNetu. Nie jest już aktywna
- info.au – ogólne informacje
- otc.au – domena dla protokołu X.400, zamieniona na telememo.au
- oz.au – domena historyczna. W sieci MHSnet domena Australii była .oz, by zachować kompatybilność domeny z .oz zostały przeniesione do .oz.au.
- telememo.au – domena dla protokołu X.400

## Inne domeny Australii
.au nie jest jedyną domeną należącą do Australii. Z powodu różnych przyczyn historycznych niektóre tereny Australii mają swoje domeny:
- .cc – Wyspy Kokosowe
- .cx – Wyspa Bożego Narodzenia
- .hm – Wyspy Heard i McDonalda
- .nf – Wyspa Norfolk